# Kiss Shot (jeu vidéo)
Pour les articles homonymes, voir Kiss Shot.
Kiss Shot (キスショット) est un jeu vidéo de billard sorti en 1992 sur Sega Meganet, le modem de la Mega Drive, uniquement au Japon Le jeu a été développé et édité par Sega.